# Bundesvereinigung Opfer der NS-Militärjustiz
Die Bundesvereinigung Opfer der NS-Militärjustiz e. V. ist ein deutscher Verein, der sich für die Rehabilitierung von Opfern der NS-Militärjustiz (z. B. Deserteure, Kriegsdienstverweigerer) einsetzt.
Der Verein wurde am 21. Oktober 1990 gegründet. Der Vereinszweck wurde dahin bestimmt, „bundesweit für die gesellschaftliche Rehabilitierung und materielle Entschädigung der Opfer der Militärjustiz und -psychiatrie unter dem Nationalsozialismus einzutreten, Toleranz auf allen Gebieten der Kultur sowie Frieden und Völkerverständigung zu fördern“. Vereinssitz ist Bremen.
Mit der Gründung wurde ein wissenschaftlicher Beirat eingerichtet, dessen Vorsitz seit 2012 der Militärhistoriker und Friedensforscher Wolfram Wette ausübt. Ehrenvorsitzender war der Jurist und Militärhistoriker Manfred Messerschmidt, der von 1990 bis 2012 Vorsitzender des Beirats war. Die Vertretung der Bundesvereinigung in der Öffentlichkeit nahm Ludwig Baumann (1921–2018) wahr.
Der Verein war seit ihrer Gründung am Zustandekommen einer gesetzlichen Rehabilitierung von Deserteuren und anderen Opfern der NS-Militärjustiz beteiligt. So war Baumann für die Bundesvereinigung Opfer der NS-Militärjustiz einer der geladenen Sachverständigen bei der Beratung im Rechtsausschuss des deutschen Bundestages (126. Sitzung am 24. April 2002)
Als inhaltliches und organisatorisches Pendant in Österreich ist das Personenkomitee „Gerechtigkeit für die Opfer der NS-Militärjustiz“ zu nennen.